# Профсоюзное движение на Украине
Профсоюзное движение на Украине — составная часть рабочего движения на Украине.

## История

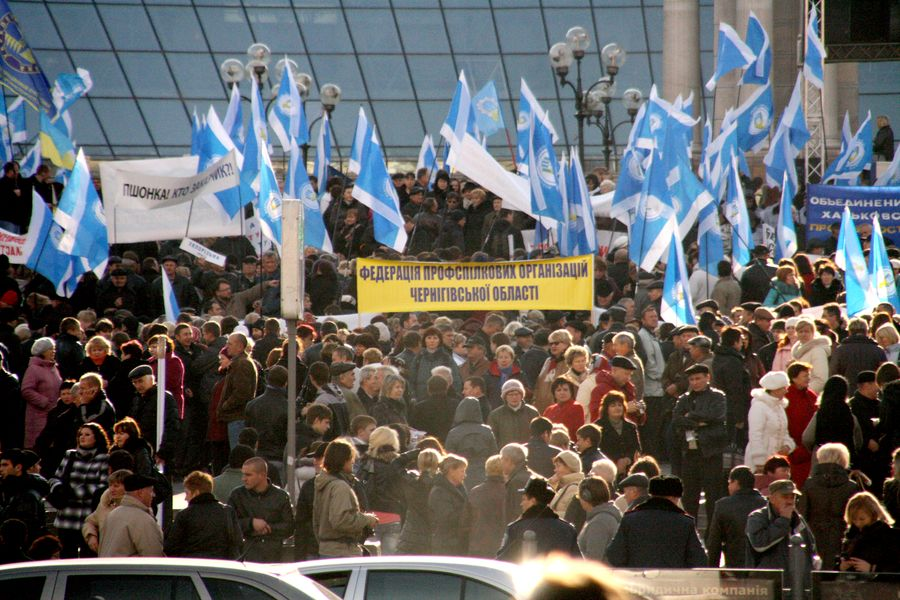
Представители украинских профсоюзов на акции протеста в Киеве, октябрь 2011 г.

Профсоюзное движение на Украине начало зарождаться в конце XIX века в ходе урбанизации и индустриализации в Российской империи, а также в связи с распространением народнических и социалистических идей среди рабочего класса. Первыми организациями рабочих на территории современной Украины можно считать Южнороссийский союз рабочих, функционировавший в Одессе с 1875 по 1876 год, и Южно-русский рабочий союз, функционировавший в Киеве с 1880 по 1881 год.
Развитие украинского профсоюзного движения в Российской империи непосредственно связано с забастовочным движением. В ходе стачек начали образовываться кассы взаимопомощи и легальные рабочие организации. Массовость забастовочное движение приобрело летом 1903 года в результате стачек в Одессе, Киеве, Феодосии, Александровске, Елисаветграде и Екатеринославе. Реакцией правительства на подъем рабочего движения стала система «зубатовщины» – попытка создания подконтрольных государству профсоюзов. Провластные рабочие организации были созданы в Одессе, Киеве и Екатеринославе.
В 1907 году, после событий революции 1905—1907 годов и принятия «Временных правил о профессиональных организациях», на территории Украины действовало 230 легальных и 60 нелегальных профсоюзов. К 1910 году множество легальных профсоюзных организаций было запрещено властями.
После Февральской революции началась политизация профсоюзов – процесс, при котором социалистические политические партии стали выступать организаторами профсоюзов. Так, УПСР и УСДРП возглавляли профсоюзы учителей, железнодорожников, рабочих сахарной промышленности и некоторых предприятий обрабатывающей и добывающей промышленности. Бунд стал организатором профсоюзов печатников, портных и ремесленников.
После Октябрьской революции и победы большевиков в гражданской войне в России, в 1924 году на 2-м Всеукраинском съезде профсоюзов в Харькове был создан Всеукраинский совет профессиональных союзов (ВУСПС). ВУСПС был составной частью ВЦСПС, являлся единственным профсоюзным центром в УССР и поддерживал политику советского правительства.

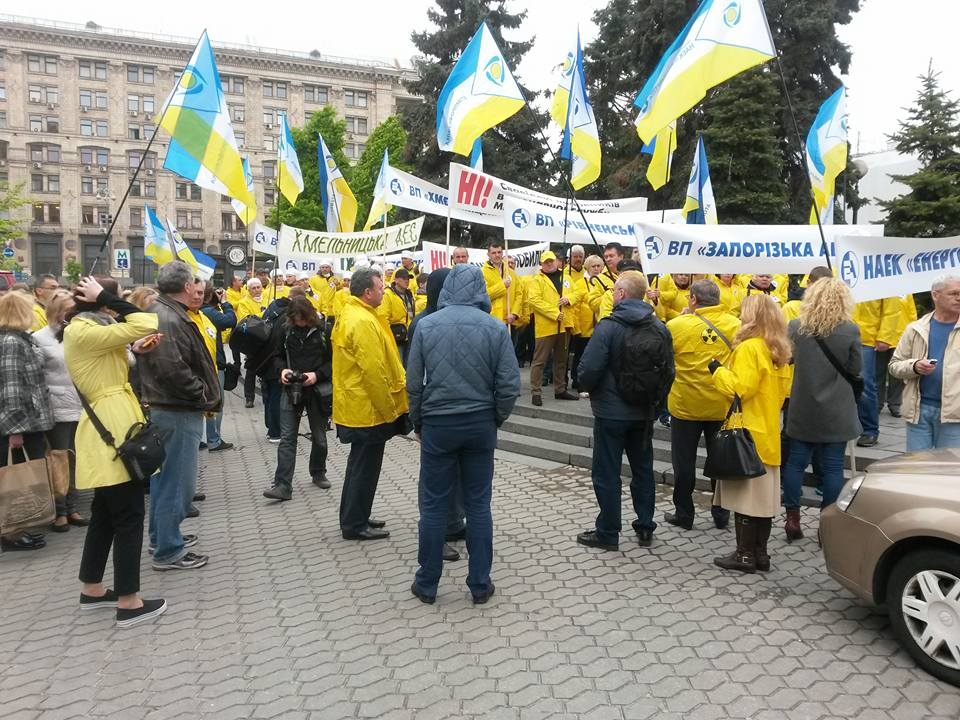
Члены профсоюза атомщиков (Атомпрофспілка) на 30-летие катастрофы на Чернобыльской АЭС.

Во время Великой Отечественной войны ВУСПС участвовал в эвакуации промышленных предприятий, научных учреждений и организаций. После войны, в ноябре 1948 года, ВУСПС возобновил свою деятельность на Украине под названием Украинский республиканский совет профессиональных союзов (Укрсовпроф). На 1976 год в Укрсовпроф входило 19 отраслевых профсоюзов, в которых состояло свыше 20 миллионов человек.
Современное украинское профсоюзное движение начало формироваться в ходе перестройки и последующего распада СССР. Так, на базе Укрсовпрофа в 1990 году была создана независимая от государства Федерация профсоюзов Украины (ФПУ), а в ходе забастовок шахтёров на Донбассе в конце 1980-х годов был создан Независимый профсоюз горняков Украины (НПГУ), который впоследствии стал ядром Конфедерации свободных профсоюзов Украины (КВПУ), формально учреждённой в конце 1998 года. Кроме ФПУ и НПГУ, существует ещё ряд меньших профцентров и автономных профсоюзов, включая Объединение Всеукраинских автономных профсоюзов вокруг Профсоюза работников Национальной академии наук, Независимый студенческий профсоюз «Прямое действие» и Независимый медиа-профсоюз Украины.

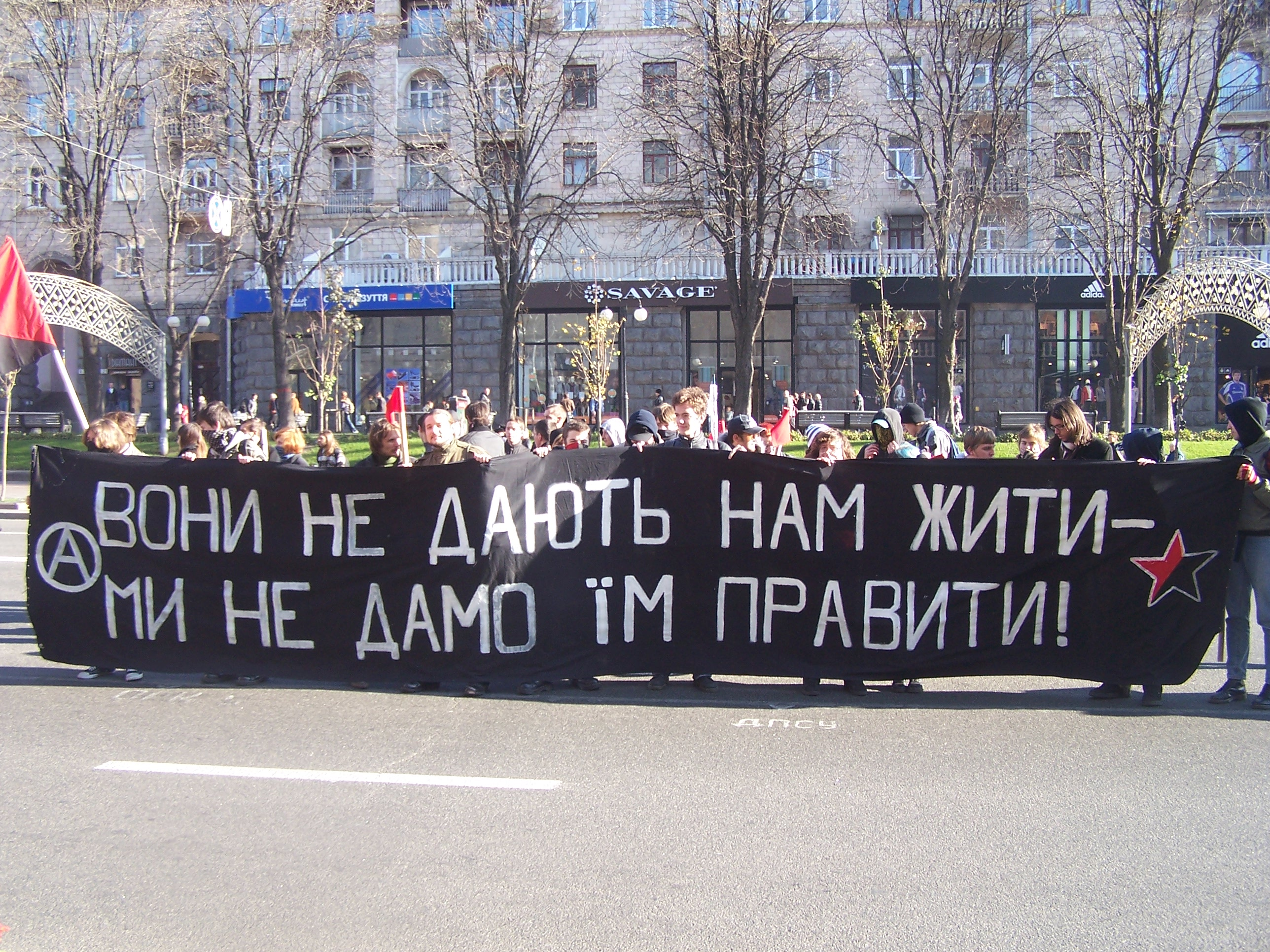
Студенческий профсоюз «Прямое действие» («Пряма дія») на «Социальном марше», 2008 год.

ФПУ, являющаяся продолжением старых официозных профсоюзов, охватывает большинство формальных членов профсоюзов Украины (на конец 1990-х – 17,7 млн из 23,5 млн общего профсоюзного членства), особенно в бюджетном секторе, однако при этом часто была склонна занимать сторону администрации (и тесно сотрудничать с Федерацией работодателей Украины Дмитрия Фирташа) и властей (её лидеры Александр Стоян и Василий Хара были депутатами от Партии регионов и участвовали в разработке проектов Трудового кодекса, сужавших права трудящихся); впрочем, отдельные отраслевые профсоюзы ФПУ проявляли большую активность в отстаивании интересов работников. КВПУ, крупнейшими составляющими которой остаются НПГУ и ВПЗУ (Свободный профсоюз железнодородорожников Украины), существенно уступает в количестве членов, но обычно активнее в плане протестной активности; её председатель Михаил Волынец трижды избирался депутатом от партии «Батькивщина»/БЮТ.

## Права профсоюзов

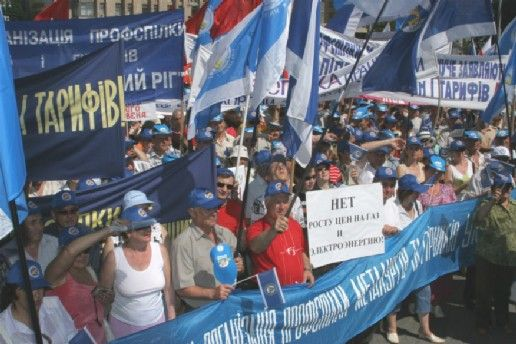
Акция профсоюзов против повышения коммунальных тарифов, 2006 год.

Согласно статье 36 конституции Украины, граждане Украины имеют право на объединение в профессиональные союзы для защиты своих трудовых прав и социально-экономических интересов. Также, согласно конституции, профсоюзы имеют равные права и создаются без предварительного разрешения.
17 августа 2022 года президент Украины Владимир Зеленский подписал закон, который в условиях военного положения в крайней форме проводит либерализацию трудовых отношений на предприятиях, где работает менее 250 сотрудников. В частности, согласно закону, основным инструментом регулирования трудовых отношений на малых предприятиях становится индивидуальный договор между наёмным работником и работодателем. Ввод в действие данного закона фактически аннулирует коллективные договоры и соглашения, которые ранее были подписаны профсоюзами, и лишает профсоюзы юридических полномочий накладывать вето на увольнение работников на предприятиях.